# Agustín Ibáñez y Bojons
Agustín Ibáñez y Bojons (o Bofons i Matamoros) (San Miguel de Peitieiros, Gondomar, Pontevedra; setembre de 1771 - Ceuta; maig de 1805) fou un militar, enginyer i cartògraf espanyol que arribà al grau de tinent coronel. Va servir a l’Exèrcit de Terra i va morir a Ceuta mentre estava en servei. És autor de diversos mapes, principalment de Sud-amèrica, que es troben arxivats a l’Arxiu General d'Índies i a la Biblioteca Nacional de España. Entre els seus mapes hi ha diverses obres sobre diferents indrets del virregnat del Riu de la Plata a finals del segle XVIII, com ara el port de Montevideo, costes, i la demarcació de límits entre els dominis espanyols i portuguesos.

## Biografia

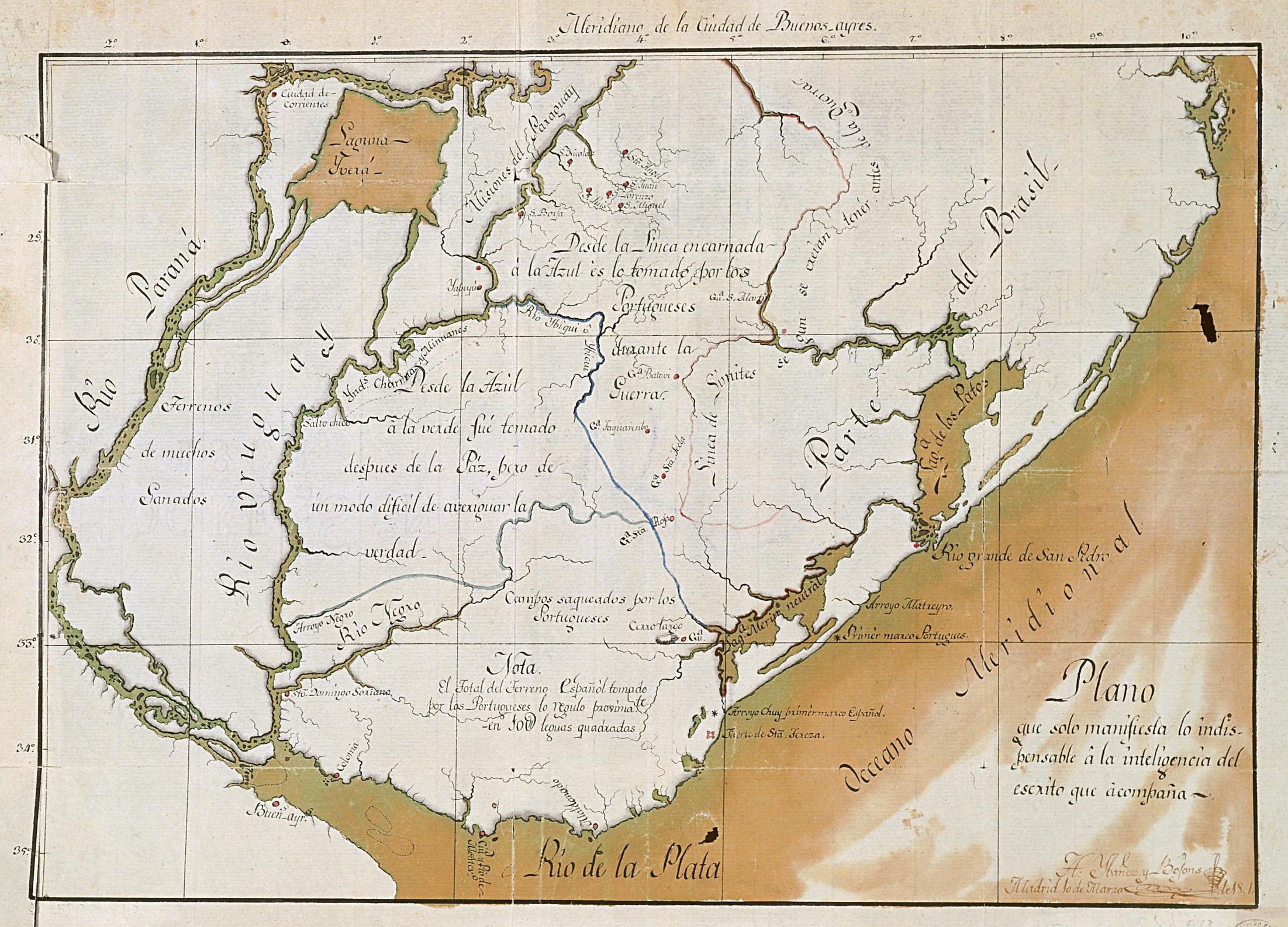
Mapa de les terres ocupades pels portuguesos al Virregnat de Buenos Aires durant la Guerra de les Taronges (1801), fet per Agustín Ibáñez y Bojons.

Nascut a la parròquia de San Miguel de Peitieiros (bisbat de Tuy, Pontevedra) el setembre de 1771, va ingressar a l’Exèrcit de Terra d’Espanya. Va servir durant diverses dècades, assolint el grau de capità i posteriorment el de tinent coronel.
Ibáñez fou l’enginyer nomenat per a la fortificació de Montevideo al virregnat del Riu de la Plata el 29 de març de 1794 mitjançant una reial cèdula, davant els avanços portuguesos.

Mapa de l’Amèrica del Sud fet per Agustín Ibáñez y Bojons l’any 1800, on s’aprecien unes fronteres similars a les del mapa de Juan de la Cruz Cano y Olmedilla de 1775.

L’any 1800, Ibáñez elaborà un mapa de l’Amèrica del Sud en el qual mostrava uns límits similars als del mapa de Juan de la Cruz Cano y Olmedilla de 1775, amb la diferència que el límit atlàntic del regne de Xile s’acosta al paral·lel 36° sud en lloc del 38° sud, i, a més, en la seva descripció reproduïda al llibre *Monumenta Chartographica Indiana* de 1942, realitzat per Julio Guillén Tato per al Ministeri d’Afers Exteriors d’Espanya, s’hi menciona que conté els «límits del Virregnat de Buenos Aires» i que en el mateix mapa s’indica «Fronteres de Buenos Ayres»: 
| « | Al SE, cartutx circular amb explicació, clau i notes. […] segons es va convenir per al millor compliment dels reconeixements de mar i terra que practicà el constructor del mapa l’any 1800 per Ordre de la Superioritat. És còpia. Conté els límits del Virregnat de Buenos Aires, d’on segurament procedeix, i llegenda en un lloc sobre els d’Espanya i Portugal, com aquesta: Des del port de Maldonado fins al riu Grande de San Pedro fou aixecat pels geògrafs de la demarcació de límits entre les dues Corones d’Espanya i Portugal que va començar a l’Arroyo de Chuy l’any 1780. Comprèn des de l’Equador fins als 57°S i des dels 23°30E fins als 24°30W de Buenos Aires. A la mateixa Societat Geogràfica Reial de Madrid hi havia un altre mapa que, tot i no tenir tanta finor en el rentat, era segurament l’original; estava signat per Ibáñez i era idèntic en mida i tot. També posseïa aquesta Societat Reial el mapa de Millau, de l’Amèrica del Sud (17..), citat per Fernández Duro a *Disquisiciones Nair.* i que serví, en gran part, a Cruz Cano per formar el seu que hem descrit més amunt. | » |

El mapa fou enviat al Secretari d’Estat José de Urruña per Martínez de Cáceres el 1802, i el mateix Ibáñez el va enviar el 1804 al govern espanyol amb un pla d’operacions per recuperar alguns territoris ocupats pels portuguesos.
Va morir el maig de 1805 a Ceuta mentre exercia funcions militars, a l’edat de 33 anys.